# Кадников
Ка́дников (рос. Кадников) — місто в Росії у Сокольському районі Вологодської області.

## Розташування
Місто розташоване на пагорбі в заболоченій Присухонській низовині, на березі річки Содіми (притока Сухони), за 39 км на північний схід від Вологди.

## Історія

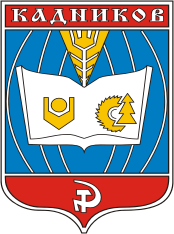
Герб (1980)

Місто Кадников утворене в 1780 році із однойменного села (назва якого пов'язана з неканонічним особовим ім'ям Кадник — буквально «бондар»). На той час це був досить великий населений пункт, розташований на жвавому Архангельському тракті. Значну роль у житті міста відігравала торгівля. Населення займалося головним чином кустарними промислами.
Протягом майже півтора століття Кадников був повітовим центром Вологодської губернії.
На початку XX століття, коли з Вологди до Архангельська була прокладена Північна залізниця, Кадников залишився осторонь від неї.
Кадников відомий в літературній історії краю. У 1810 році тут народився і провів своє дитинство талановитий російський поет В. І. Красов. Вихідцями з Кадникова були поет П. О. Межаков, відомий краєзнавець, професор Вологодського молочного інституту М. В. Ільїнський, відомий ботанік Півночі І. О. Перфілов, вчений-фізик М. П. Слугінов.

## Населення
- 5 300 осіб (1979 рік)
- 5 362 осіб (2002 рік)
- 5 096 осіб (2006 рік)
- 4 925 осіб (2009 рік)

## Економіка

### Промисловість
Зараз Кадников — один з сільськогосподарських центрів області. Зовнішньо місто більше походить на селище сільського типу. З будь-якого будинку видно поля і ліси. У Кадникові знаходиться льонозавод. Містоутворюючим підприємством є ВАТ «Харчовий комбінат Вологодський», перший у Росії виробник чипсів. Також у місті розташовані підприємства видобувної промисловості місцевого значення: ТОВ «Северторф» (торф'яна промисловість) і ТОВ «Технолес» (лісопереробка).

### Транспорт
Місто знаходиться на відстані 21 км від найближчої залізничної станції Сухона.

### Туризм
Неподалік від Кадникова на автошляху Вологда-Тотьма зберігся старовинний меморіальний парк «Гірка». Він розкинувся на мальовничому пагорбі, біля самого берега річки Двіниці. Тут тривалий час жив відомий письменник П. В. Засодімський.